# Upanema
Upanema là một đô thị thuộc bang Rio Grande do Norte, Brasil. Đô thị này có diện tích 881,806 km², dân số năm 2007 là 12727 người, mật độ 14,4 người/km².